# Rhinobatos hynnicephalus
Rhinobatos hynnicephalus е вид акула от семейство Rhinobatidae. Видът е почти застрашен от изчезване.

## Разпространение и местообитание
Разпространен е във Виетнам, Китай, Провинции в КНР, Тайван, Южна Корея и Япония.
Обитава крайбрежията на морета и рифове в райони с тропически и умерен климат.

## Описание
На дължина достигат до 62 cm.